# Aepyornithomimus tugrikinensis
Aepyornithomimus tugrikinensis Tsogtbaatar et al., 2017 (il cui nome generico significa "imitatore di Aepyornis") è un dinosauro teropode ornithomimide vissuto nel Cretaceo superiore, circa 89.3-83.5 milioni di anni fa (Coniaciano-Campaniano), in quella che oggi è la Formazione Djadokhta, in Mongolia.

## Descrizione

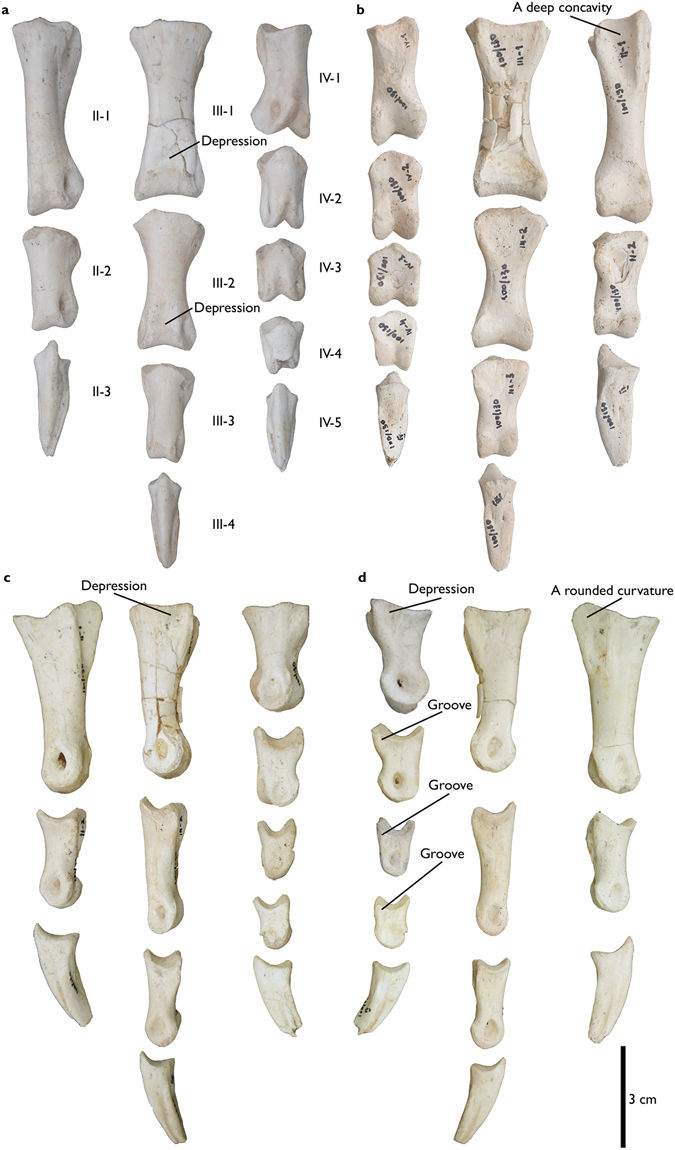
Falangi di Aepyornithomimus

Nonostante sia noto solo per le ossa di una zampa posteriore incompleta, l’Aepyornithomimus doveva essere simile ai più noti ornithomimosauri come Ornithomimus e Struthiomimus. Tuttavia, a differenza di questi ultimi, Aepyornithomimus possedeva zampe posteriori più robuste. Probabilmente l'animale raggiungeva 3 metri (9,8 piedi) di lunghezza.
Una combinazione di caratteri unici, o autapomorfie, permette di distinguere questo ornithomimide dai suoi simili: il terzo osso tarsale distale era dotato di un paio di zone concave nel margine posteriore; un capo articolare del secondo metatarso molto robusto nella parte distale; un contatto ricurvo tra le parti prossimali del secondo e del quarto metatarso; un quarto dito allungato; un condilo mediale della prima falange del quarto dito inclinato lateralmente; falangi ungueali allungate.

## Classificazione
In un'analisi filogenetica, Aepyornithomimus è risultato essere un Ornithomimosauria derivato, strettamente correlato a Struthiomimus, Ornithomimus, Gallimimus e Anserimimus. L'esatta sistematica all'interno di questo gruppo di ornithomimidi derivati è ancora incerta, ma sono stati ritrovati strettamente correlati a Deinocheiridae e Archaeornithomimus (raggruppati con un taxon non identificato della Formazione Bissekty). Morfologicamente, sono state osservate alcune caratteristiche che sembrano essere transitorie tra la condizione metatarsale degli ornithomimosauri basali e quelli più derivati, pertanto si crede che A. tugikinensis possa essere una condizione intermedia.
Il nome del genere, Aepyornithomimus, si riferisce alla somiglianza delle zampe di questo dinosauro con quelle dell' "uccello elefante" o Aepyornis, unito alla parola greca mimus ossia "imitatore".

## Paleoecologia

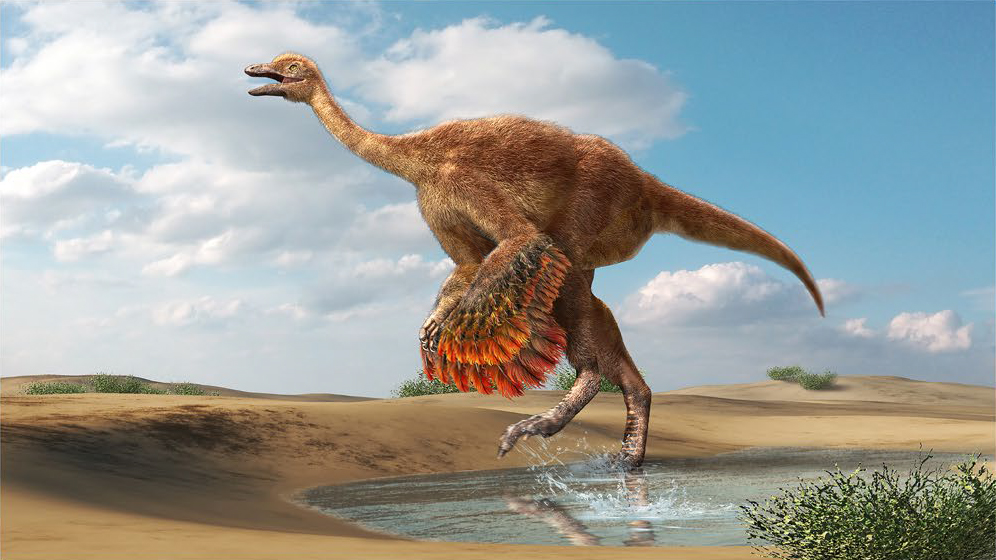
Ricostruzione artistica di Aepyornithomimus

La Formazione Djadokhta, dove è stato ritrovato Aepyornithomimus, all'epoca era un vasto e arido deserto, simile al moderno deserto del Gobi. Durante il passaggio tra il Campaniano e il Maastrichtiano il clima cambiò rendendo l'ambiente fluviale e più umido, come osservato all'interno della Formazione Nemegt. L’Aepyornithomimus è il primo ornithomimosauro diagnostico ritrovato in questi depositi più vecchi e aridi, indicando che questi animali si adattarono ad una notevole varietà di ambienti.